# Army Cooperation Command
L'Army Cooperation Command, fut un commandement de la Royal Air Force (RAF), qui eut une brève durée de vie, au cours de la Seconde Guerre mondiale. Il fut formé, à partir du No.22 Group, le 1er décembre 1940, pour regrouper les unités d'appui au sol de la RAF, qui devait collaborer avec la British Army. Son existence porta à controverse, s'attirant en particulier l'hostilité du chef d'état major impérial, le général Alan Brooke, si bien qu'il fut dissous et la plupart de ses unités furent versées à la nouvelle Second Tactical Air Force le 31 mars 1943. Durant sa brève existence, il n'eut qu'un seul chef, l'Air Marshal Arthur Barrett.